# Richia limenia
Richia limenia är en fjärilsart som beskrevs av Druce 1890. Richia limenia ingår i släktet Richia och familjen nattflyn. Inga underarter finns listade.